# Alice Prokešová
Alice Prokešová, född 26 oktober 1999, är en tjeckisk roddare.

## Karriär
I april 2024 vid EM i Szeged tog Prokešová brons i singelsculler.